# Fort Werk IV
Het Fort Werk IV, ook Hoofdwerk genoemd, is het grootste en belangrijkste van een reeks van vijf verdedigbare aardwerken of versterkingen die in de tweede helft van de 19e eeuw in Bussum zijn aangelegd ter verdediging van de Vesting Naarden. Het fort heeft de status van een Rijksmonument.

## Doel
Door de verbetering van de artillerie, met name het bereik van het geschut, moest de Vesting Naarden op grotere afstand worden verdedigd. Tussen 1867 en 1870 werd om die reden het Offensief voor Naarden aangelegd. De versterkingen schermden het hoge gebied af ten zuiden van de Vesting Naarden, maar lagen voor de inundaties van de waterlinie. Vanuit hier waren offensieve acties tegen de invallende legers mogelijk. In de eerste fase van de strijd lag het veldleger voor de inundaties, maar bij tegenslag trok het leger zich terug achter de inundaties. De fortenrij beschermde de ruimte tot Naarden waardoor de troepen tijd kregen om veilig terug te trekken. De totale uitgaven voor het Offensief bedroeg anderhalf miljoen gulden.

## Aanleg en ligging
Fort Werk IV is gebouwd tussen 1868-1870. Het ligt op het hoogste punt (circa 10 meter boven NAP) van de voormalige Bussumer Eng op een afstand van circa 2200 meter ten zuiden van de Vesting Naarden.
Fort Werk IV is het grootste en belangrijkste fort van de reeks. Hier is als enige sprake van permanente bebouwing terwijl de andere werken versterkingen waren van aardwerk. De versterkingen met nummers III en V werden tegelijkertijd aangelegd op een afstand van circa 1000 meter ten noordoosten en ten zuidwesten van fort Werk IV. In 1877 werden de versterkingen Koedijk (nummer I) en Vooruit Bussum (nummer II) aangelegd waarmee aansluiting werd verkregen met de Nieuwe Hollandse Waterlinie.

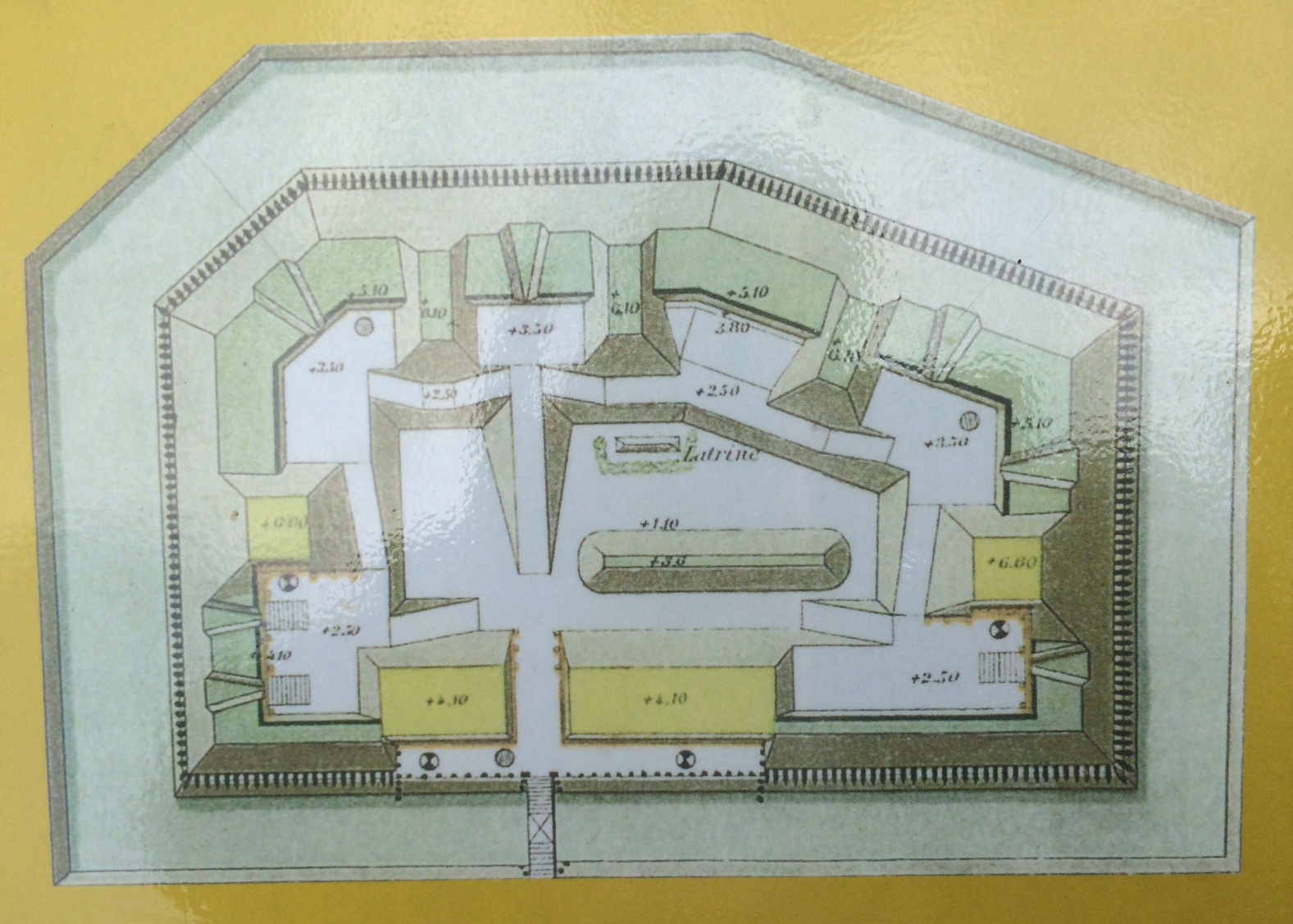
Tekening van "Batterij aan de Koedijk"

Hieronder een overzicht van de versterkingen en de locatie in huidig Bussum:
- Nr I, Batterij aan de Koedijk: ten zuiden van de Meentweg tussen Bussum en de Hilversumse Meent. In 2014 zijn de contouren van de verdwenen batterij weer zichtbaar gemaakt.
- Nr II, Batterij Vooruit Bussum: Struikheiweg op de plaats van het zwembad de Zandzee.
- Nr III, Rechter vleugelwerk: aan het einde van de Brinklaan bij de kruising met het spoor naar Hilversum
- Nr IV, Fort Hoofdwerk: Dr Abraham Kuyperlaan bij het Spant!
- Nr V: einde van de Huizerweg, rechts van afslag nummer 7 met de A1

## Gebouwen

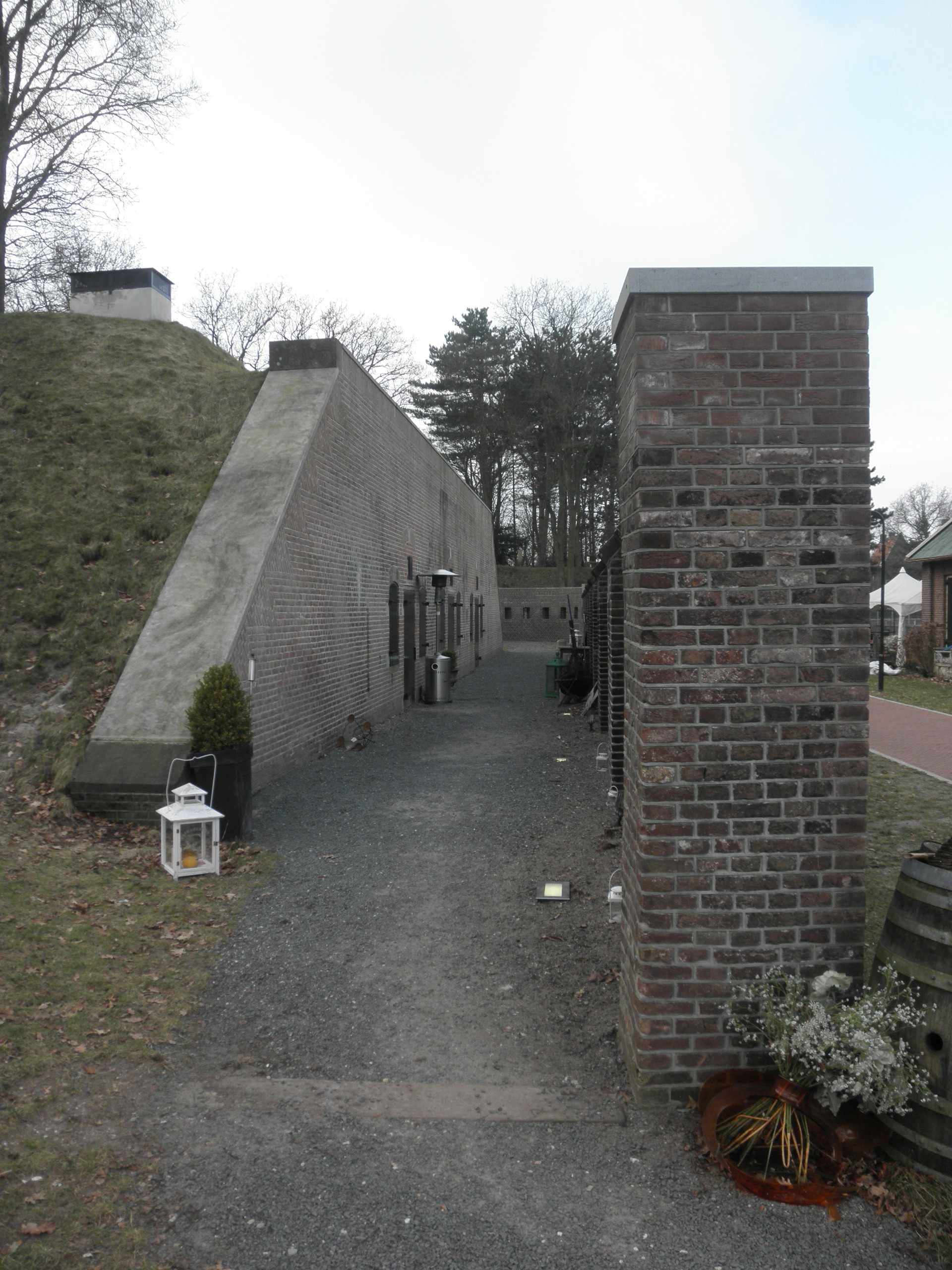
Bomvrije lokalen en deel van de achtermuur van Fort Werk IV, Bussum

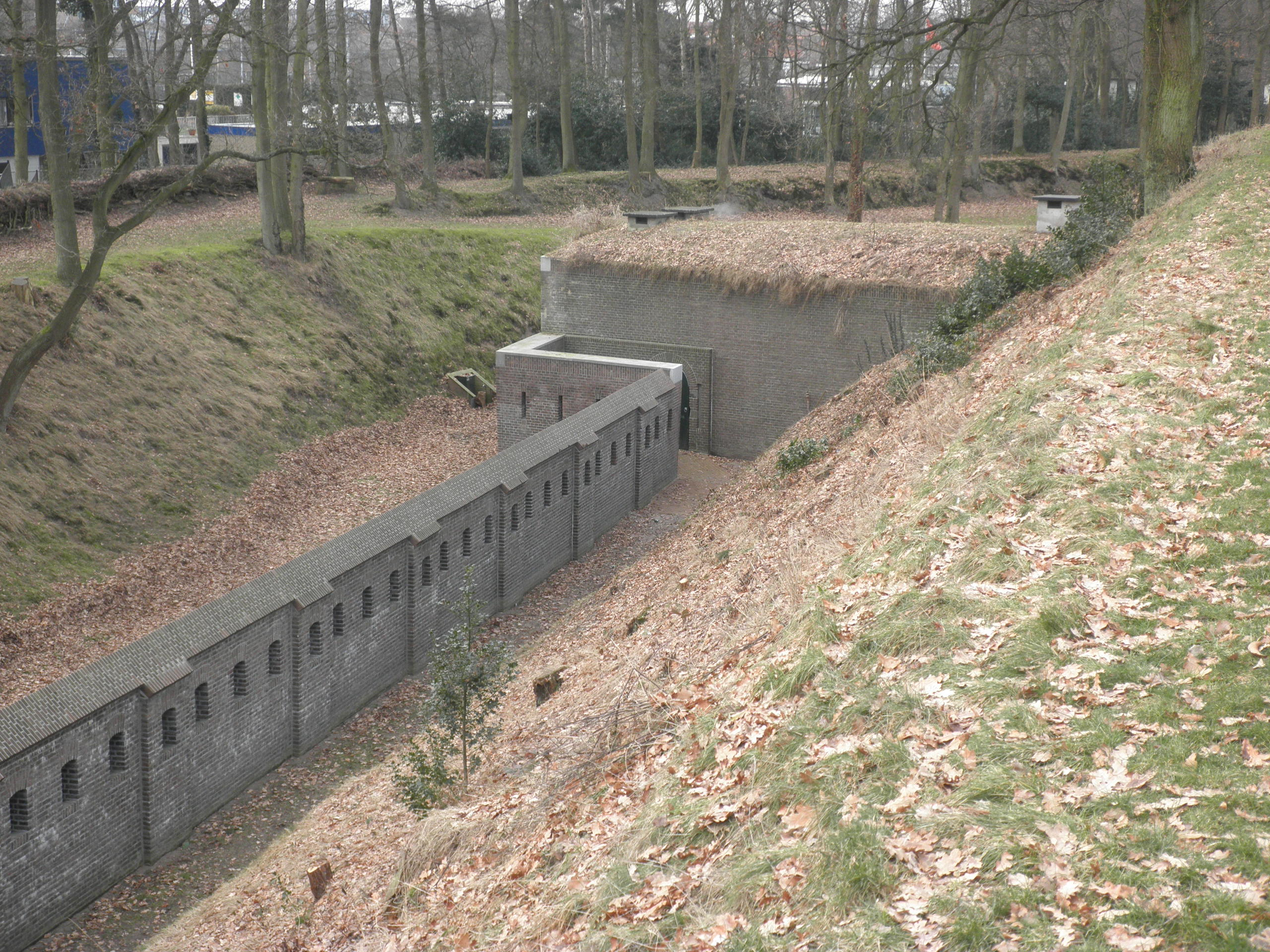
Voorzijde Fort Werk IV, zichtbaar zijn de aarden voorwal, de droge gracht, de muur met schietsleuven en de poterne

Het fort is voornamelijk als een verdedigbaar aardwerk gebouwd. Het hoogste punt is 18,5 meter boven NAP en hierdoor had men een goed overzicht van het voorgelegen terrein. Het zand voor het fort werd verkregen door het terrein aan de voorzijde af te graven. Later werd dit als exercitie terrein gebruikt. De belangrijkste afmetingen zijn 116 meter aan de voorzijde, gericht op het zuidoosten van waaruit de vijand werd verwacht. De zijkanten zijn circa 53 meter lang en de achterzijde 120 meter.
Door de hoge ligging, werd het fort omgeven door een 10 meter brede droge gracht. De gracht is aan de binnenzijde omgeven door een stenen muur met uitstulpingen en voorzien van schietsleuven. Het gebruik van een gecreneleerde muur is voor Nederland uniek. Van hieruit kon men de gracht onder vuur nemen in geval van een aanval.
Het fort kent drie gemetselde gebouwen, twee bomvrije gebouwen elk met drie lokalen in de flanken en een poterne in het midden. Het gebouw in de linkerflank was logiesruimte en hier was ook het kruitmagazijn geplaatst. Het gebouw in de rechterflank diende ook voor het onderbrengen van de bezetting en hier was de keuken ondergebracht. Achter het fort staat een artillerieloods voor de opslag van de bewapening. De originele houten loods is tijdens de Eerste Wereldoorlog afgebrand, maar herbouwd in steen. Het fort kende geen permanente bezetting, vandaar de aanwezigheid van een opzichterhuis. Het oorspronkelijke huis is gesloopt in 1942, maar in 2003 herbouwd.
De bezetting van het fort kon in tijden van spanning circa 100 manschappen bedragen. De bewapening was vastgesteld op acht kanonnen 12 cm brons, twee houwitsers, zes mitrailleurs voor de uitstulpingen van de gecreneleerde muur en ten slotte nog twee Coehoornmortieren, dat zijn draagbare mortieren met een korte loop.

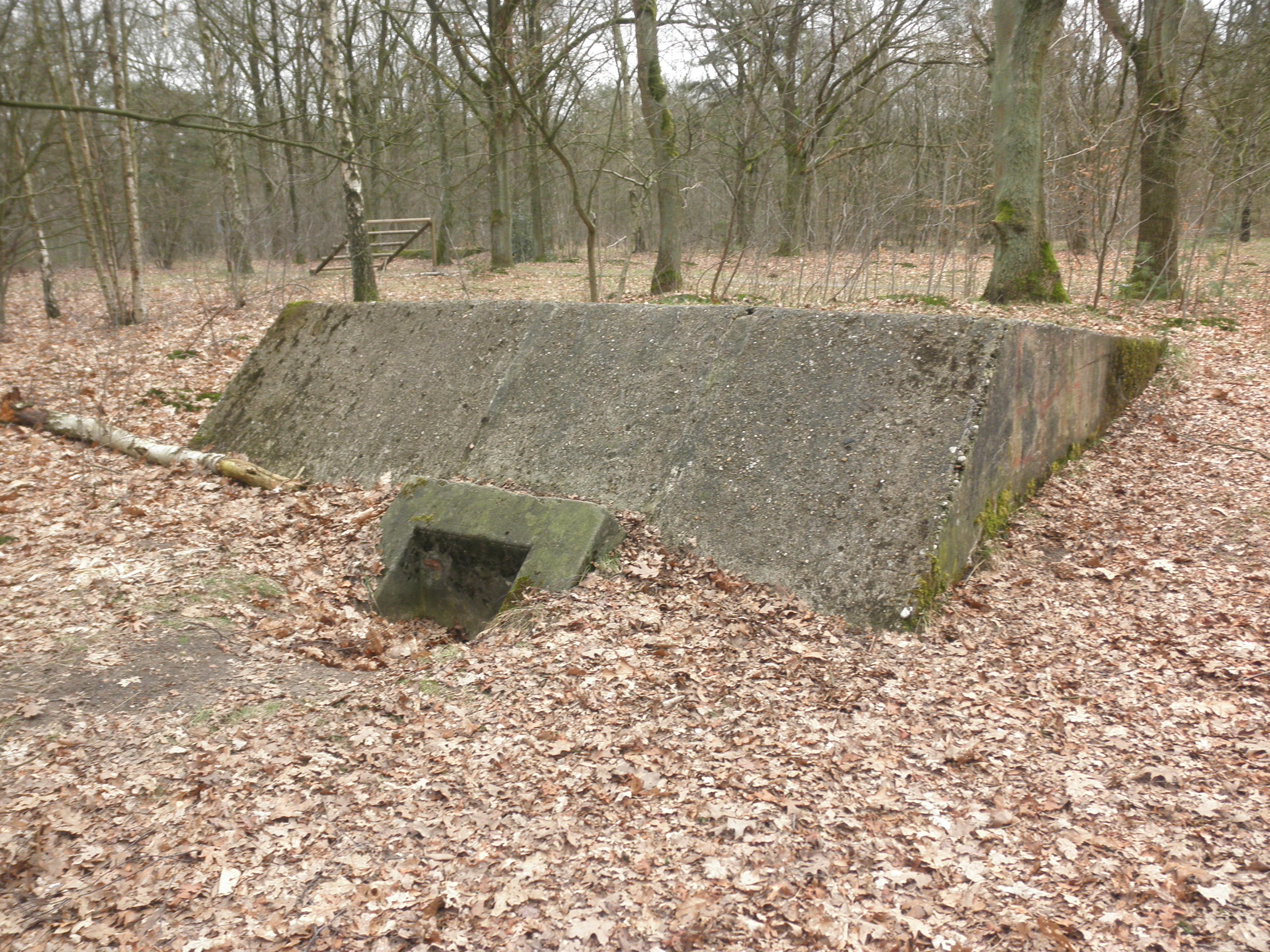
Betonschuilplaats type 1918/1 bij het trimparcours in het Fransche Kamp

Het fort is alleen in militair gebruik geweest in de Eerste Wereldoorlog. In de jaren 1914-1918 zijn nog circa 60 betonnen groepsschuilplaatsen voor het Offensief voor Naarden geplaatst. De lijn van versterkingen zou moeten lopen van de westen, bij de waterlinie, naar het noorden en eindigen bij Huizen. Zover is het echter nooit gekomen en de werkzaamheden zijn vroegtijdig gestaakt. De schuilplaatsen hebben één (type 1918/1, capaciteit 8 soldaten) of twee ingangen (type 1918/2, capaciteit 16 soldaten), meestal gelegen op het noorden of noordwesten. De schuilplaatsen steken tot 2 meter boven het maaiveld en zijn tussen de bomen zichtbaar. De schuilplaatsen zijn niet begaanbaar; zij werden tijdens of kort na de Tweede Wereldoorlog volgegooid met zand en de ingangen werden dichtgemetseld.
In 1926 werd de fortenrij, net als de Vesting Naarden, als vestingwerk opgeheven. Vier jaar later werd het fort door de gemeente Bussum aangekocht. Alleen Fort Werk IV bestaat nog, van de overige versterkingen is niets meer terug te vinden. Het zand van Fort Werk III is bijvoorbeeld gebruikt voor het dempen van de haven van Bussum rond 1939.

## Huidige situatie
In de jaren dertig werd een deel van de achtermuur afgebroken om sport-evenementen, zoals het concours hippique, te faciliteren. Na de oorlog werd er geen onderhoud meer gepleegd aan het terrein en het verwilderde snel. De brandweer van Bussum had in de jaren 1951-1954 de genieloods in gebruik als garage en in de jaren erna gebruikte de gemeentelijke plantsoenendienst een deel van het terrein voor de opslag. De politie gebruikte de poterne en kantine van 1963 tot 1990 als schietbaan. In 1967 wilde de gemeente het fort slopen om een uitbreiding van de sportvelden mogelijk te maken. De Stichting Menno van Coehoorn protesteerde hiertegen en meldde het fort aan voor de monumentenlijst. Met succes, want in 1969 werd het Fort Werk IV op de monumentenlijst geplaatst. In 1997 werd de Stichting tot Beheer van Fort Werk IV opgericht. De gemeente Bussum heeft Fort Werk IV in maart 1998 in erfpacht uitgegeven aan deze stichting.
In 2009 heeft minister Plasterk de aanwijzingsprocedure in gang gezet om de Nieuwe Hollandse Waterlinie, waartoe Fort Werk IV behoort, tot rijksmonument te benoemen. Op 2 oktober 2011 kreeg Fortenland, een organisatie van forten en kastelen uit het Gooi en de Vechtstreek, namens het Prins Bernhard Cultuurfonds de culturele Prijs Noord-Holland. De prijs bestond uit een oorkonde en een cheque van 7500 euro. Fortenland bestaat sinds twee jaar; aangesloten zijn Fort Werk IV, het Nederlands Vestingmuseum, het Muiderslot, forteiland Pampus en de vier gemeentes.
Vanaf juli 2018 is het fort in handen van theater Spant!. De nieuwe eigenaar wil Fort Werk IV nog meer publiek toegankelijk maken.

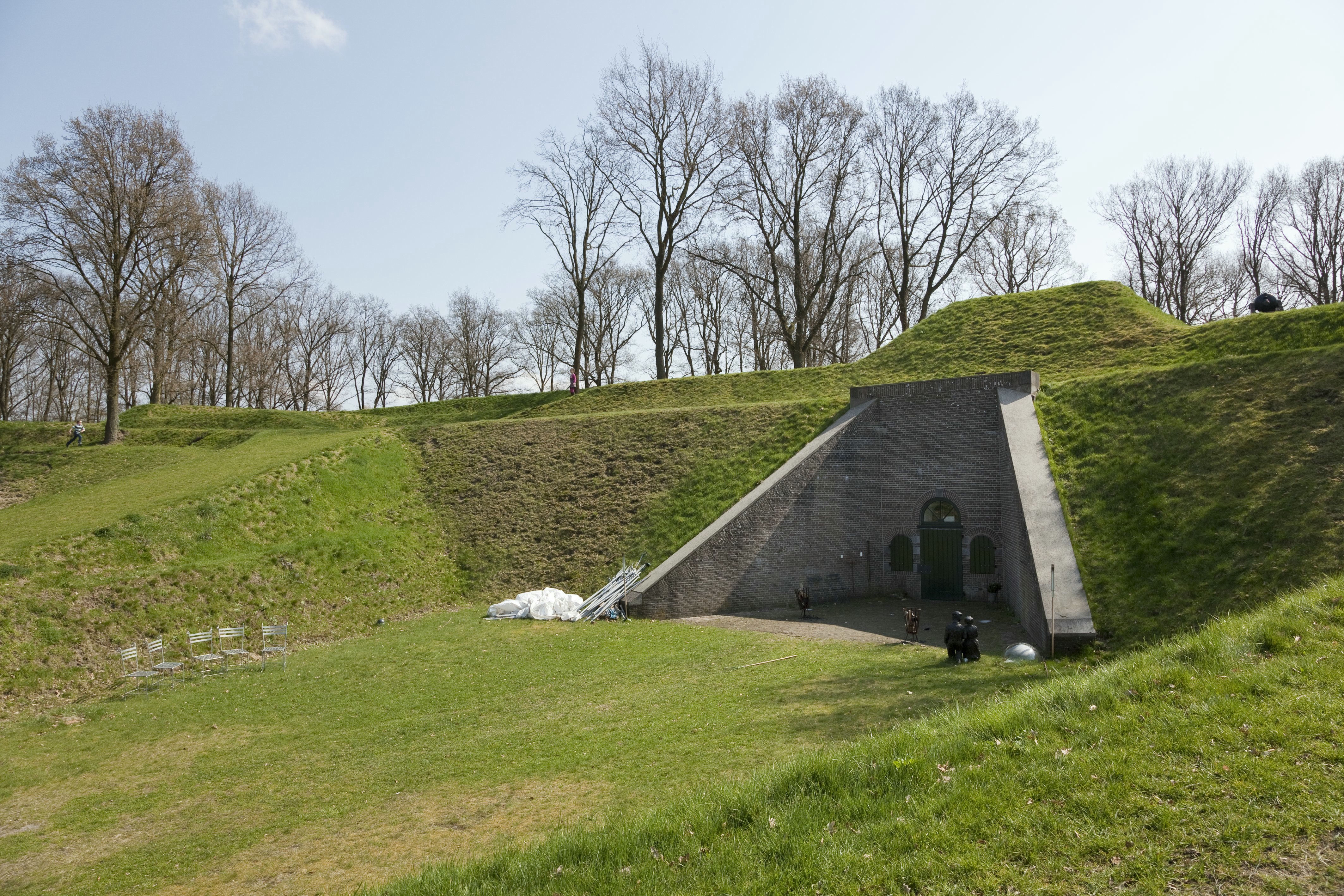
Poterne
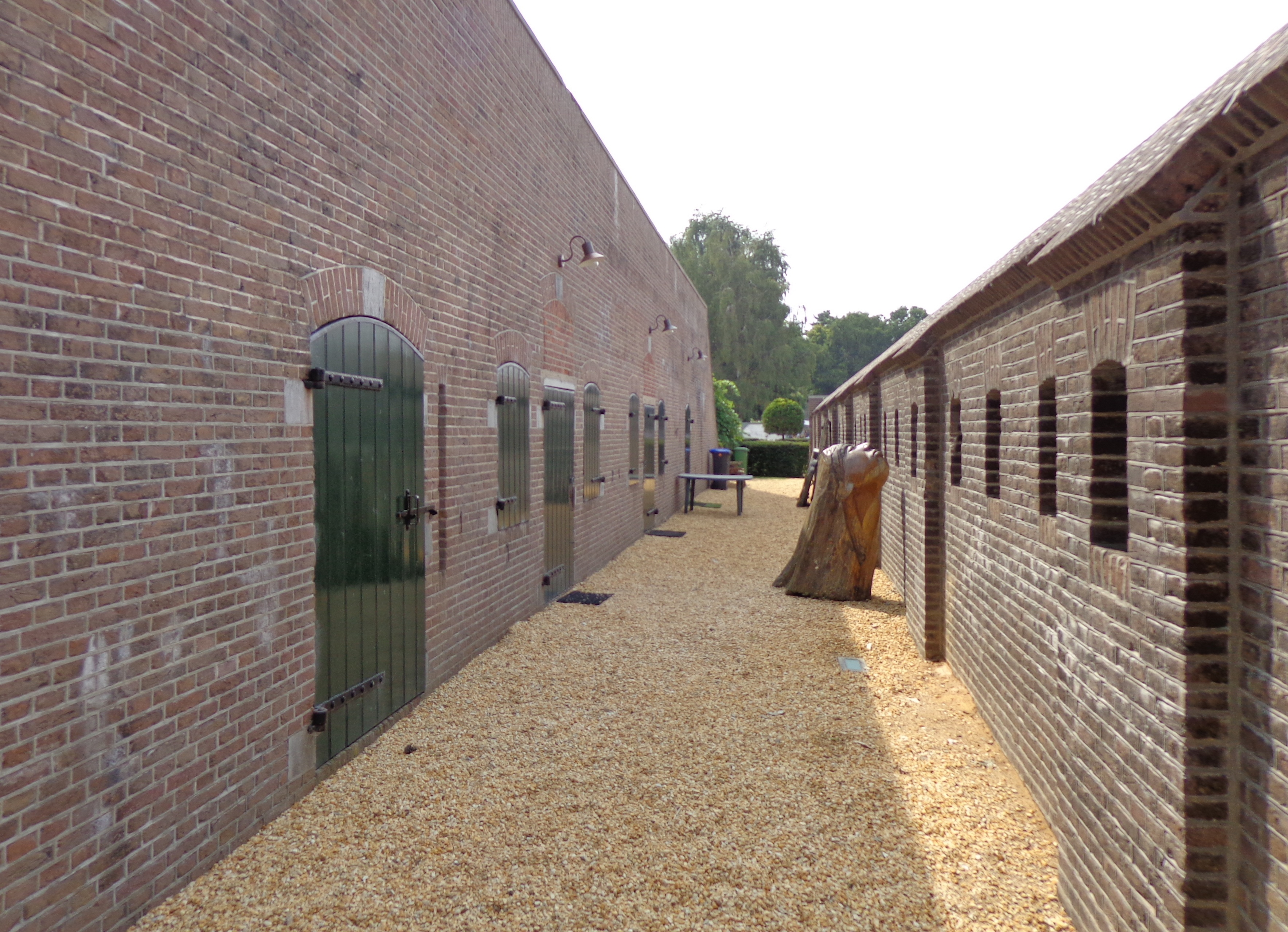
Kazemat met verdedigingsmuur
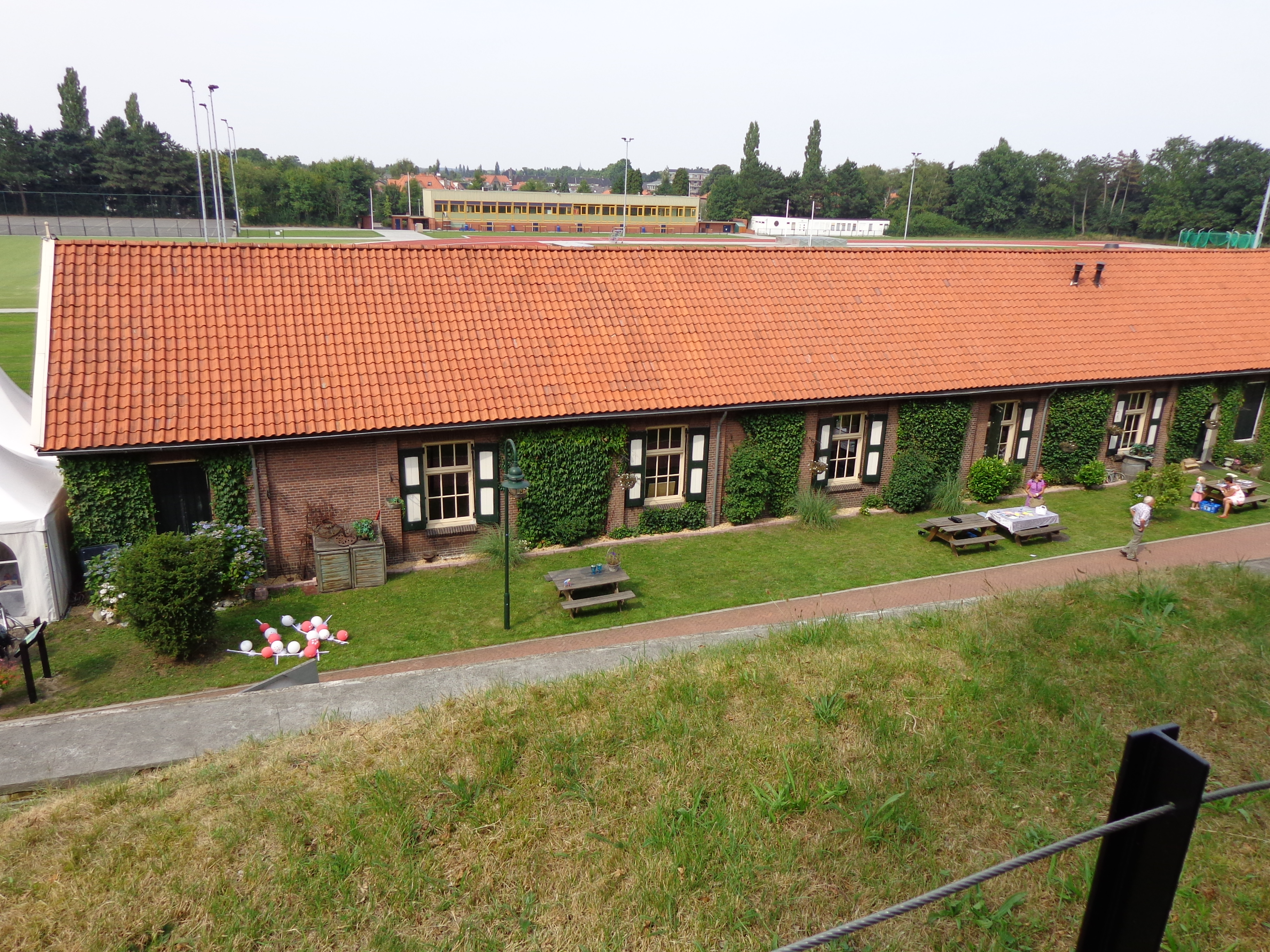
Artillerieloods
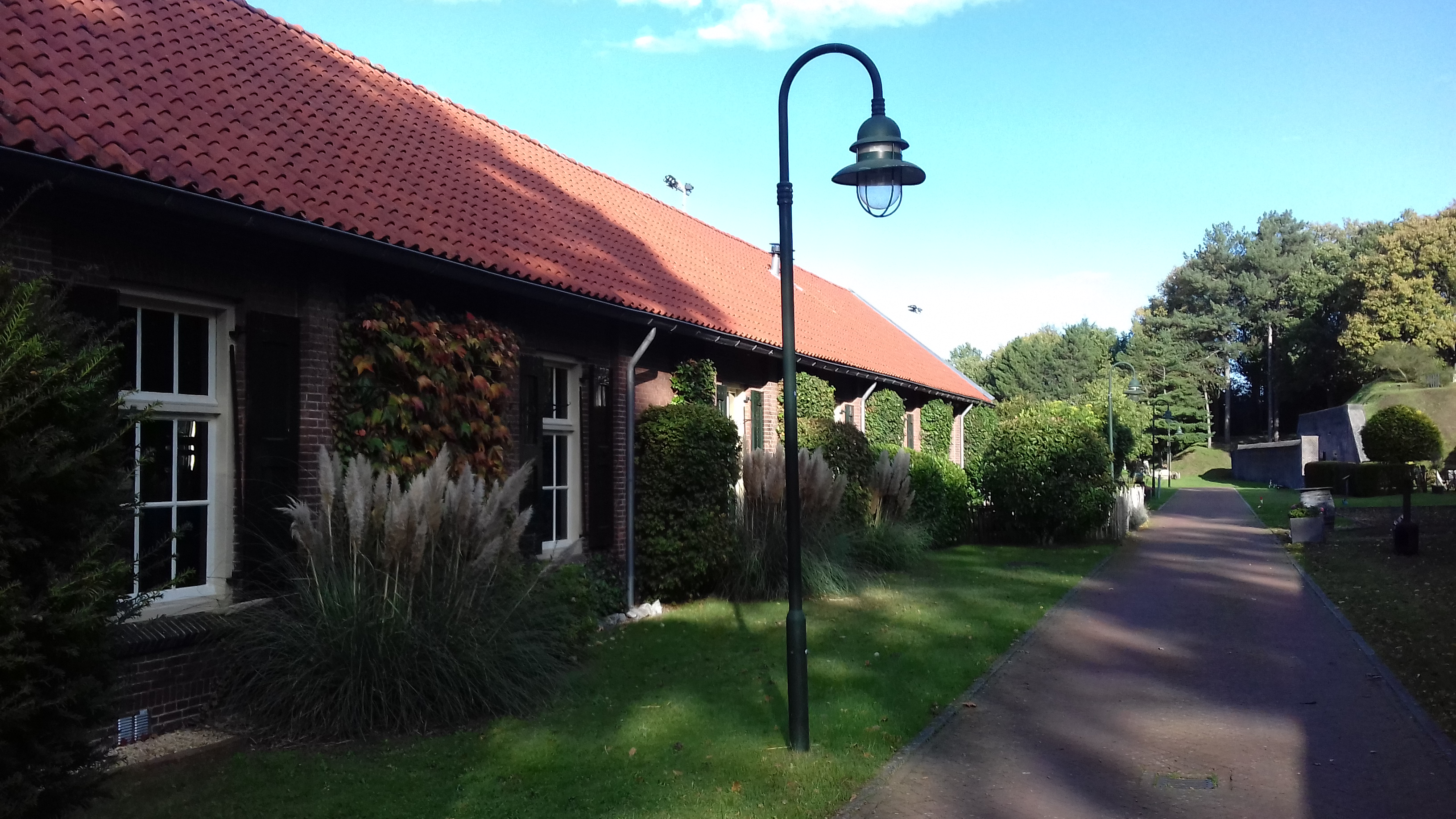
voormalige Artillerieloods
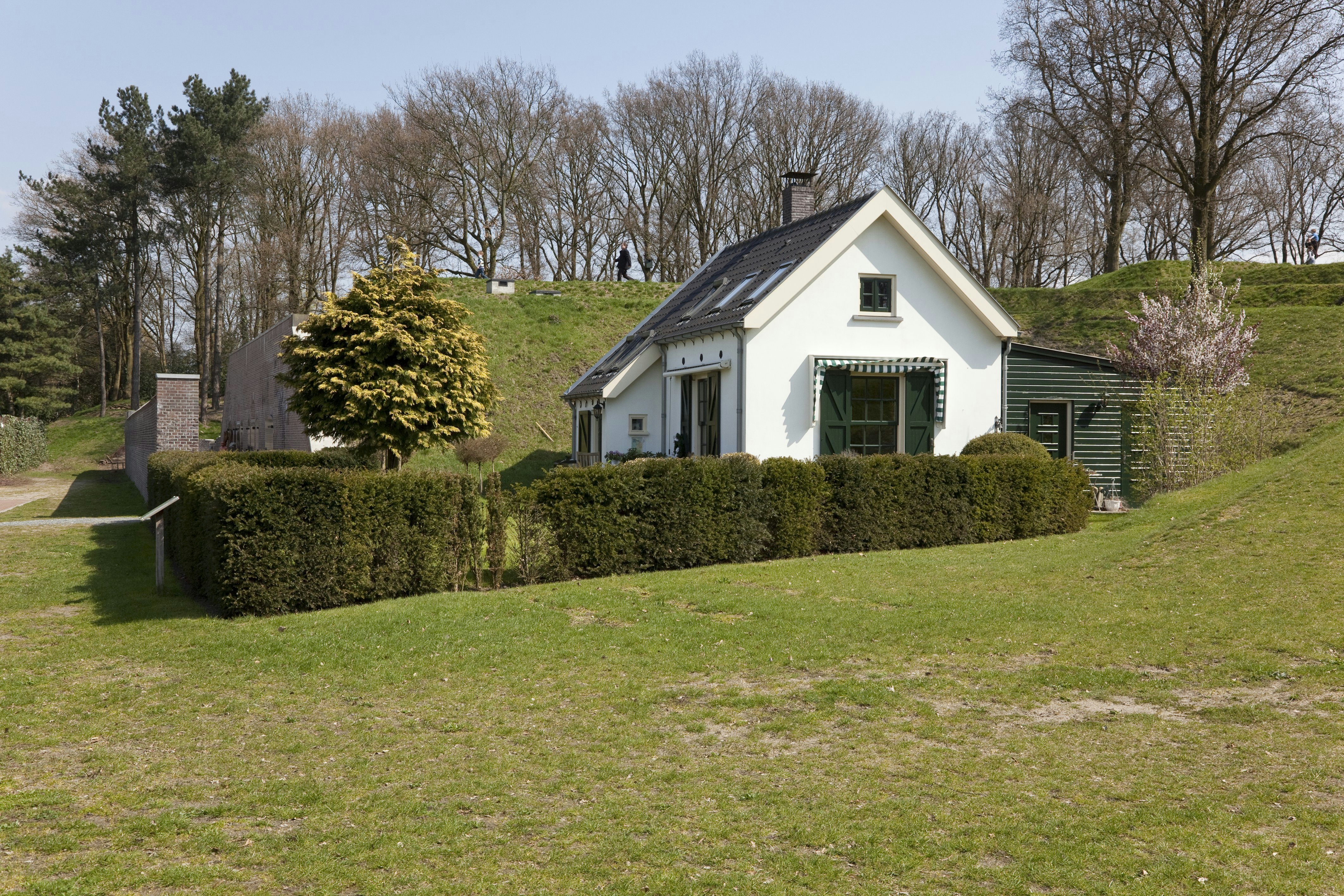
dienstwoning
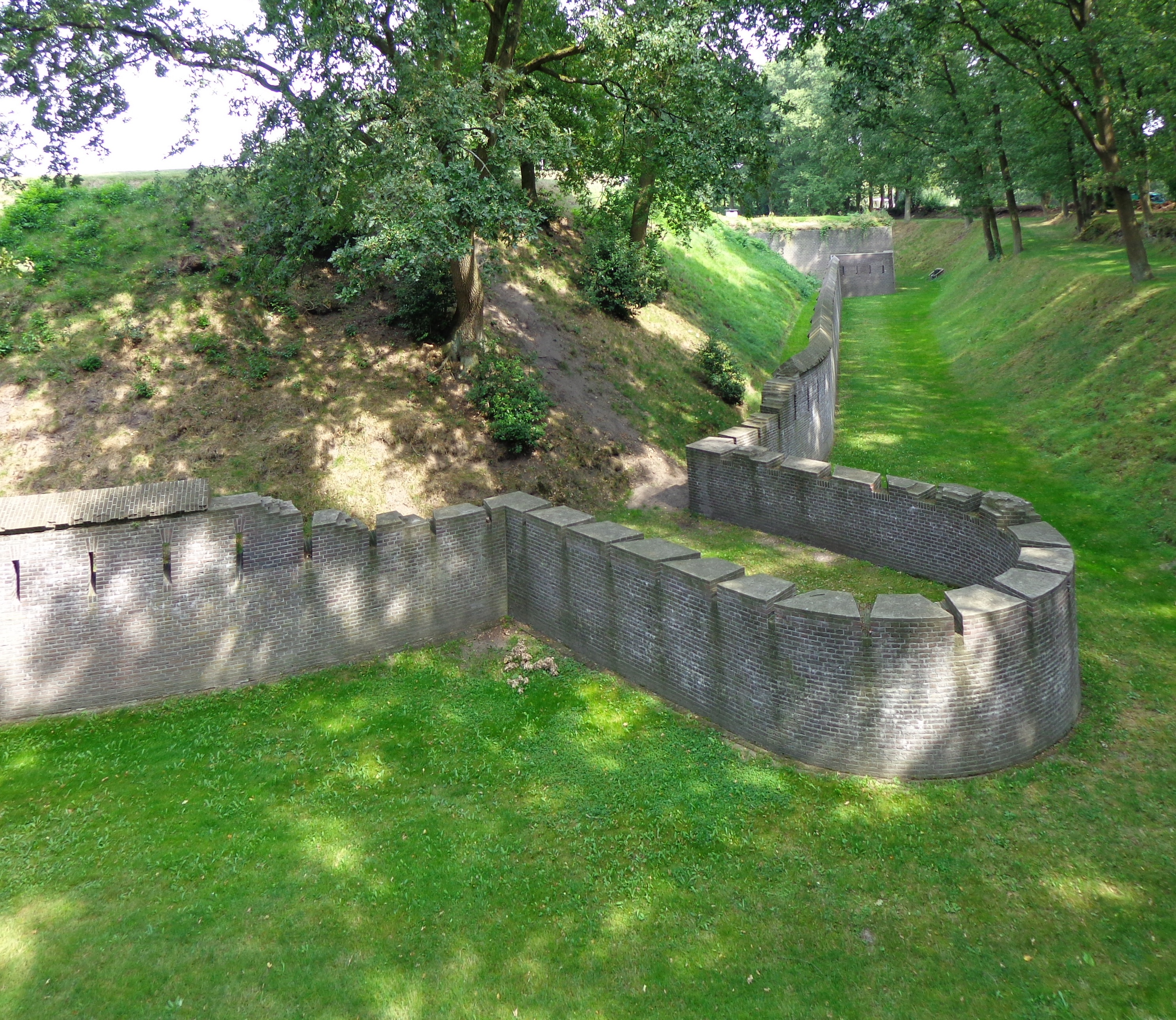
verdedigingsmuur met droge gracht

## Naslagwerken
- David Kips Gids voor de vestingwerken van Naarden, Stichting Vijverberg Naarden, ISBN 90 73316 103
- Chris Will Sterk Water – de Hollandse Waterlinie, 2e druk, oktober 2003, Uitgeverij Matrijs, ISBN 90 5345 204 4